# JazzTimes
JazzTimes war ein US-amerikanisches Jazzmagazin, das mit zehn Ausgaben im Jahr erschien.
Die Zeitschrift wurde 1970 als „Radio Free Jazz“ von Ira Sabin (1928–2018) begründet, dem Besitzer eines Schallplattenladens in Washington, D.C. (nebenbei auch Jazz-Schlagzeuger), als eine Art Mitteilungsblatt für Kunden. 1980 wurde die Zeitschrift in JazzTimes umbenannt. 1990 erfolgte ein weiterer Einschnitt mit dem Erscheinen unter einem professioneller aufgemachten Magazin-Layout. Im Magazin schrieben Jazzkritiker wie Nat Hentoff (mit einer Kolumne „Final Chorus“), Gary Giddins und Stuart Nicholson. Zu den regelmäßigen Kolumnen zählte ein Blindfold-Test „Before and After“.  Die Zeitschrift erstellte jährlich Hörer- und Kritiker-Polls. Das Magazin gab auch jährlich den Jazz Education Guide heraus.
Sitz der Zeitung war Silver Spring in Maryland, wo sie auch jährlich ein Jazz Festival (das seit 2003 im September stattfindet) sponsert. Am 15. Februar 2023 wurde Madavor Media von The BeBop Channel Corporation übernommen, einem börsennotierten Unternehmen unter dem Tickersymbol BBOP, das vom Jazzmusiker und Interims-CEO Gregory Charles Royal geleitet wird.
Im September 2023 gab BeBop bekannt, dass JazzTimes in ein herunterladbares „Videomagazin“ umgewandelt werden soll.

## Angaben zur Zeitschrift
- JazzTimes. Jazztimes Publ., Silver Spring, Md. 1980 ff.